# فرنك دي ألميدا
فرنك دي ألميدا (بالبرتغالية: Franck Caldeira‏) هو عداء مراثوني برازيلي، ولد في 6 فبراير 1983 في سيتي لاغواس في البرازيل.

## وصلات خارجية
- فرنك دي ألميدا على موقع الاتحاد الدولي لألعاب القوى (الإنجليزية)
- فرنك دي ألميدا على موقع أوليمبيديا (الإنجليزية)